# Tony Ward (rugbista)
Anthony Joseph Patrick Ward (Dublín, 8 de octubre de 1954) es un ex–jugador irlandés de fútbol y rugby que se desempeñaba como apertura.

## Selección nacional
Fue convocado al XV del Trébol por primera vez, en enero de 1978 para enfrentar al XV del Cardo. Mantuvo una famosa rivalidad con su compatriota Ollie Campbell por el puesto de apertura titular y disputó su último partido en junio de 1987 ante los Ikale Tahi. En total jugó 19 partidos y marcó 113 puntos.

### Participaciones en Copas del Mundo
Solo disputó una Copa del Mundo; Nueva Zelanda 1987 donde fue suplente de Paul Dean y el segundo pateador del equipo tras Michael Kiernan. Ward marcó 15 puntos y se retiró de su seleccionado en el partido ante Tonga.
| Mundial                       | Sede          | Resultado        | PJ | Tries |
| ----------------------------- | ------------- | ---------------- | -- | ----- |
| Copa Mundial de Rugby de 1987 | Nueva Zelanda | Cuartos de final | 2  | 0     |